# Rue du Mambour
La rue du Mambour est une rue de la ville belge de Liège faisant partie du quartier administratif des Guillemins.

## Odonymie
Le terme mambour ou mambourg est un terme vieilli synonyme de tuteur, curateur. Dans la principauté de Liège, il désignait le régent nommé par le chapitre de Saint-Lambert durant le sede vacante du trône de Saint-Lambert ou l'absence du prince-évêque.

## Localisation
Cette artère plate, pavée et rectiligne relie la place des Franchises à la rue Varin. Elle est large d'environ 9 m, longue de 90 m et applique un sens unique de circulation automobile dans le sens Franchises-Varin.

## Historique
Cette rue fut créée en 1867 dans le cadre des aménagements du quartier des Guillemins.

## Voies adjacentes
- Place des Franchises
- Rue Varin